# Gal Costa
Gal Costa (urodzona jako Maria da Graça Costa Penna Burgos 26 września 1945 w Salvadorze, stan Bahia, zm. 9 listopada 2022 w São Paulo) – brazylijska piosenkarka pop. Nagrała piosenki w języku portugalskim, hiszpańskim i angielskim.

## Życiorys
Gal Costa przyszła na świat w Barra, jednej z dzielnic Salvadoru, jako córka Marii Costy Penny i Arnaldo Burgosa. Kiedy miała 10 lat, zaprzyjaźniła się z siostrami Sandrą i Andréią Gadelha, które w przyszłości zostały żonami znanych piosenkarzy i kompozytorów, Gilberto Gila i Caetano Veloso. W wieku lat 14, gdy po raz pierwszy wysłuchała w radiu piosenki João Gilberto „Chega de Saudade”, zainteresowała się bossa novą. Bliżej zainteresowała się muzyką, gdy rozpoczęła pracę w sklepie płytowym. W wieku 18 lat zawarła za pośrednictwem przyjaciółki Andréi Gadelia znajomość z Caetano Veloso, która to znajomość później przekształciła się w wieloletnią przyjaźń.
Gal Costa zadebiutowała 22 sierpnia 1964 uczestnicząc w koncercie „Nós” u boku takich wykonawców, jak m.in.: Veloso, Gil, Maria Bethânia i Tom Zé. Jeszcze w tym samym roku dała kilka koncertów (Bossa Nova Velha, Velha Bossa Nova) po czym wyjechała z rodzinnego miasta do Rio de Janeiro.
W 1965 zadebiutowała w studio nagraniowym, uczestnicząc w nagraniu piosenki „Sol Negro”, zaśpiewanej w duecie z Marią Bethânią, skomponowanej przez brata tej ostatniej, Caetano Veloso; piosenka znalazła się na debiutanckim albumie Bethânii. Gal Costa nagrała następnie, już pod własnym nazwiskiem, pierwsze single, wydane przez RCA Records: „Eu vim da Bahia” i „Sim, foi você”. W roku następnym artystka uczestniczyła w 1. Rio International Music Festival, ale bez powodzenia.
Pierwszy album Gal Costy, Domingo, został wydany w 1967 przez wytwórnię Philips Records. Był to również debiut płytowy Caetano Veloso. Jedna z piosenek z tego albumu, „Coração Vagabundo”, stała się hitem. Gal Costa nagrywała dla wytwórni Philips (która później przekształciła się w PolyGram) aż do 1983.
W 1968 Gal Costa włączyła się w ruch tropicalismo. Nagrała cztery utwory, które znalazły się na kompilacyjnym albumie Tropicalia: ou Panis et circenses: „Mamãe coragem” (autorzy: Veloso i Torquato Neto), „Parque Industrial” (Tom Zé), „Enquanto seu lobo não vem” (Veloso) i „Baby” (Veloso). Ten ostatni stał się pierwszym ogólnokrajowym hitem Costy w pojedynkę, stając się zarazem klasykiem brazylijskiej muzyki popularnej. W tym samym roku uczestniczyła w 3rd International Music Festival, wykonując „Gabriela Mais Bela” (Roberto i Erasmo Carlos). W listopadzie wzięła udział w Rede Record’s 4th Music Festival wykonując piosenkę „Divino Maravilhoso” (Gil–Veloso), która również stała się ogólnokrajowym hitem i klasykiem brazylijskiej muzyki popularnej.
W 1969 Gal Costa wydała swój debiutancki album solowy, zatytułowany Gal Costa, na którym znalazły się piosenki „Baby” i „Divino Maravilhoso”. Album ten, oscylujący pomiędzy brazylijskim popem a północnoamerykańskim rockiem psychodelicznym, uważany jest za klasyka stylu tropicalismo. Dwie piosenki z tego albumu „Que pena (Ele já não Gosta mais de mim)” (Jorge Ben Jor) i „Não identificado” (Veloso) stały się kolejnymi hitami wokalistki. W tym samym roku Gal Costa nagrała swój drugi solowy album, zatytułowany Gal, zawierający m.in. przeboje „Meu nome é Gal” (Roberto i Erasmo Carlos) i „Cinema Olympia” (Veloso). Pochodzące z albumu piosenki stały się podstawą repertuaru koncertowego Gal Costy.
W 1970 artystka wystąpiła w Wielkiej Brytanii, a w roku następnym, po powrocie do Brazylii, nagrała album Legal. W 1971 odniosła sukces w show Deixa Sangrar, prezentowanym w kilku stolicach, wystąpiła na żywo razem z João Gilberto i Caetano Veloso w TV Tupi. W 1973 wystąpiła na targach płytowych MIDEM w Cannes we Francji, po czym nagrała album Índia.
Albumy wokalistki, nagrywane w latach 70. XX w., utrzymane były w podobnym stylu, co jej dwa pierwsze albumy. Nagrany w 1982 singiel „Festa Do Interior”, pochodzący z albumu Fantasia, stał się największym hitem w jej karierze, osiągając do końca 1982 tytuł multi-platyny.
W latach 80. Gal Costa zdobyła międzynarodową popularność, odbywając tournée m.in.: po Japonii, Francji, Izraelu, Argentynie, Stanach Zjednoczonych, Portugalii i Włoszech
W 1995 Gal Costa wystąpiła w 1995 filmie O Mandarim kreując postać piosenkarki Carmen Mirandy.
Gal Costa kontynuowała swą karierę artystyczną również w XXI w. wydając zarówno nowe albumy, jak i te nagrane dawniej, opracowane na nowo: Gal Boss Tropical (2002), Hoje (2005) i Gal Costa Live at the Blue Note (2006, live).
Gal Costa była biseksualna. W latach 90. była zakochana w Marinie Limie.
Gal Costa zmarła w São Paulo 9 listopada 2022 roku w wieku 77 lat.

## Dyskografia

### Albumy
- 1967 Domingo (z Caetano Veloso)[2][3]
- 1969 Gal Costa[2][3]
- 1969 Gal[2][3]
- 1970 Legal[2][3]
- 1971 Fa-Tal (Gal A Todo Vapor)[2][3]
- 1973 Índia[2][3]
- 1973 Grabado En Vivo[2]
- 1974 Cantar[2][3]
- 1974 Temporada De Verão (Ao Vivo Na Bahia)  (album koncertowy, nagrany razem z Caetano Veloso i Gilberto Gilem)[2]
- 1976 Palco Corpo E Alma (z udziałem Marii Bethânii, Chico Buarque, Jorge Bena, Elis Reginy, Gilberto Gila, Jaira Rodriguesa, Badena Powella, Caetano Veloso, Viniciusa De Moraes, Nara Leão i MPB-4)[2]
- 1976 Doces Barbaros (z Gaetano Veloso, Gilberto Gilem i Marią Bethânia)[2]
- 1976 Gal Canta Caymmi[2][3]
- 1977 Caras E Bocas[2][3]
- 1978 Agua Viva[2][3]
- 1978 Juntos (z Caetano Veloso)[2]
- 1979 Gal Tropical[2][3]
- 1980 Aquarela Do Brasil[2] (wydana 1984[3])
- 1981 Fantasia[2][3]
- 1982 Minha Voz[2]
- 1983 Baby[2][3]
- 1983 Plural[3] (1990 według Didcogs[2])
- 1984 Profana[2][3]
- 1985 Bem-Bom[2][3]
- 1986 Gal Costa (Todo Amor Que Houver Nessa Vida)[3]
- 1987 Lua De Mel Como O Diabo Gosta[2]
- 1989 Rio Revisited[3]
- 1991 Trilha Sonora Do Filme Gabriela[3]
- 1992 Gal Costa[2]
- 1993 O Sorriso Do Gato De Alice[2] (1994 według Allmusic)[3]
- 1995 Mina D'Água Do Meu Canto[2][3]
- 1997 Seria Applauso[3]
- 1997 Acústico[3]
- 1998 Pegando Fogo[3]
- 1998 Aquele Frevo Axé[2] (1999 według Allmusic[3])
- 1999 Gal Costa Tom Jobim[3]
- 2001 Minha Voz, Minha Vidav[3]
- 2001 100 Anos[3]
- 2002 Gal Bossa Tropical[3]
- 2003 Gal Revisitada: De Domingo 1967 A Minha Voz 1982[3]
- 2004 Todas As Coisas E Eu[3]
- 2005 Gal Costa Interpreta Caetano Veloso[2]
- 2005 Hoje[2][3]
- 2006 Today[3]
- 2006 Live at the Blue Note[3]
- 2006 Hoje: Ao Vivo[3]
- 2006 Divino Maravilhoso: Gal Costa Interpreta Caetano Veloso [Disc 2][3]
- 2007 Our Moments[3]
- 2007 Favourites[3]
- 2009 Songs: Tom Jobim[3]
- 2012 Recanto[3]

### Single i EP
- 1968 „Baby”[2]
- 1970 „London, London” / „Mini-Mistério”[2]
- 1971 „Você Não Entende Nada” / „Deixa Sangrar”[2]
- 1971 „Gal”[2]
- 1973 „Índia”[2]
- 1975 „Flor De Maracujá” / „Barato Tota”[2]
- 1976 „Doces Bárbaros” (Bethânia, Gal, Caetano, Gil)[2]
- 1978 „Vatapá”[2]
- 1978 „Modinha Para Gabriela” / „Até Quem Sabe”[2]
- 1979 „Água Viva”[2]
- 1981 „Festa Do Interior”[2]
- 1982 Apresenta: 2 Músicas Do Seu Novo LP „Azul”[2]
- 1985 „Um Dia De Domingo”[2]
- ? „Talking Jazz” / „Brazilica Sampler” (Peter Thomas / Gal Costa)[2]